# الکساندر لونگویتس
الکساندر لونگویتس (انگلیسی: Alexander Lungwitz؛ زادهٔ ۴ اوت ۲۰۰۰) بازیکن فوتبال اهل آلمان است.
وی همچنین در تیم‌های ملی فوتبال جوانان آلمان و جوانان آلمان بازی کرده‌است.